# 丹尼·格拉咸
丹尼爾·安東尼·威廉·"丹尼"·格拉咸（英語：Daniel Anthony William "Danny" Graham，1985年8月12日—）是前英格蘭職業足球員，司職前鋒。他曾代表英格蘭U20參加國際賽。

## 生平

### 早年
格拉咸在英格蘭北部超級聯賽球會切斯特勒斯特里特鎮（Chester-le-Street Town）開展足球事業。2002年他在兩度參加試訓後正式轉投當時尚在英超角逐的米杜士堡，初時在U19青年隊參賽，於上陣20場賽事轟入21球。2003/04年球季末格拉咸被外借到英乙球會達寧頓汲取上陣經驗，當時他的薪金由達寧頓球迷會籌募支付，期間獲派上陣9場及射入兩球。翌季達寧頓希望整季借用格拉咸，但被米杜士堡拒絕。
2004/05年球季格拉咸除為預備隊上陣外，亦開始晉身一隊，於2004年10月3日作客奧脫福球場1-1賽和曼聯，於完場前首次獲派上陣替補入球功臣達寧；季內他為米杜士堡射入兩球，首球於10月27日在英格蘭聯賽盃對射入，而第二球則在2005年2月27日聯賽對，82分鐘才後補登場，僅4分鐘後即頭球破網，為球隊扳平2-2完場。3月9日格拉咸動筆簽署兩年新約。
2005年夏季耶古保加盟米杜士堡後鋒線有人滿之患，格拉咸尚要與哈索賓基、維杜卡、馬卡朗尼（Massimo Maccarone）、约布（Joseph-Desire Job）、尼美夫（Szilard Nemeth）及基士提（Malcolm Christie）等具經驗球員爭取上陣機會。結果開季首3個月他僅在9月10日聯賽對阿仙奴後補上陣不足1分鐘。11月24日格拉咸獲外借到正在掙扎護級的英冠球會打比郡1個月，其後延長至逗留3個月，期間上陣14場未有入球。借用期滿返回米杜士堡後達寧頓重提舊事要求借用，但再次被拒絕。2006年3月23日格拉咸再被借到另一支英冠球隊列斯聯1個月，期間上陣3場亦沒有取得入球，雖然列斯聯取得附加賽參賽資格，仍在借用期滿後讓他返回米杜士堡。為米杜士堡在季末聯賽上陣多兩場後，在季後球會願意讓這名一度被譽為明日之星的球員離隊。
2006/07年球季季初格拉咸以借用身份到身處英甲的黑池效力1個月，期間上陣4場，於對取得1個入球，借用期滿後返回米杜士堡等待機會。雖然新任領隊修夫基表明希望19或20歲的球員留隊不作外借，但開季後僅獲派後補上陣1場的格拉咸終在新年再獲外借到另一支英甲球隊卡素爾。

### 卡素爾
格拉咸在2007年1月1日外借到卡素爾1個月，於次場上陣對攻入1球，但卻因腿傷返回米杜士堡接受治理，在借用期餘下兩週缺陣，直到2月23日完全康復後才返回卡素爾展開3個月的借用期，再獲派上陣9場，在兩次借用期合共上陣11場及射入7球。季後約滿的格拉咸於5月10日遭米杜士堡放棄，隨後於6月6日簽署兩年合約正式加盟卡素爾。
2007/08年球季格拉咸在季初表現出色，由8月至10月在各項賽事合共射入9球，一直高據射手榜榜首席位，但自10月中開始直到翌年2月2日經歷19場入球荒後，才在對射入奠勝球，協助卡素爾2-1獲勝兼平主場9場連勝紀錄；3月3日作客1-0擊敗，格拉咸一箭定江山，以入球慶祝其第100場代表卡素爾上陣。卡素爾獲得聯賽第4位參加升班附加賽，準決賽首回合作客列斯聯，上半場隊友的射球中格拉咸的背脊改變方向入網先開紀錄，下半場卡素爾再下一城，但於完場前被列斯聯扳回1球；次回合再次於完場前失球負0-2，累計2-3被淘汰出局。格拉咸以14個聯賽入球，合共17球結束球季。
2008/09年球季上半季格拉咸繼續表現神勇，於8月4場聯賽轟入5球，獲選「8月英甲最佳球員」；在新年前射入13球，同屬英甲的哈德斯菲爾德被傳有意用25萬英鎊收購格拉咸，而亦加入爭奪，惟直到轉會窗關閉均沒有成事，而他亦在1月射入3球後忘帶射門鞋，直到球季結束再沒有取得入球，整季射入16球。於季後約滿的格拉咸獲卡素爾提供兩年優厚新約，但格拉咸拒絕續約，於2009年7月2日加盟英冠球會屈福特，由於他尚未滿24歲且拒絕續約，其後經審裁處判決屈福特需支付初步20萬英鎊補償金，最終可增加至50萬英鎊。

### 屈福特
2009年8月8日格拉咸首次披上屈福特戰衣在聯賽揭幕戰主場迎戰，他於27分鐘首開紀錄，但最終1-1平手完場。格拉咸整季發揮平穩，全部46場聯賽均獲派上陣，射入14球成為球隊首席射手。
2010/11年球季格拉咸季初表現著火，在首兩個月上陣9場射入8球，屈福特隨即與他延長合約至2012年夏季，並有一年優先續約。2011年1月15日他在主場3-0擊敗打比郡中射入1球，連續7場取得入球轟入9球。格拉咸入選2010/11年球季「PFA冠軍聯賽最佳陣容」，並以24球成為英冠神射手及獲選球會年度最佳球員。
2011年5月20日屈福特拒絕新升英超昆士柏流浪的約250萬英鎊收購格拉咸出價。6月4日另一支英超升班馬史雲斯將收購價由300萬英鎊提升至350萬英鎊獲得接納，擊退競爭對手昆士柏流浪和西布朗。

### 史雲斯
2011年6月7日格拉咸落實加盟史雲斯，轉會費350萬英鎊，打破球會去年以100萬英鎊從車路士收購的舊記錄，格拉咸的舊東家卡素爾亦獲得47萬英鎊的轉售分紅，簽約四年。

### 新特蘭
2013年1月31日，新特蘭以500英鎊從史雲斯收購格拉咸，並簽約三年半。
2013年7月19日，格拉咸被新特蘭外借到新升上英超的赫尔城，借用期為一個球季。

## 外部連結
- 足球数据库：丹尼·格拉咸的球员统计数据
- 侯城官網 丹尼·格拉咸資料